# Analogno-digitalni pretvornik
V elektroniki je analogno-digitalni pretvornik (ADC, A / D ali A-to-D) sistem, ki pretvori analogni signal, kot je na primer zvok, ki ga zajame mikrofon, v digitalni signal. ADC lahko zagotovi tudi ločeno meritev, na primer elektronsko napravo, ki pretvori vhodno analogno napetost ali tok v digitalno številko, ki predstavlja velikost napetosti ali toka. Običajno je digitalni izhod dvojno komplementarno binarno število, ki je sorazmerno vhodu.
Obstaja več arhitektur analogno-digitalnih pretvornikov. Zaradi zapletenosti in potrebe po natančno usklajenih komponentah so vsi, razen tisti najbolj specializirani, izvedeni kot integrirana vezja. 
Analogno-digitalni pretvornik (ADC) je eden temeljnih gradnikov sodobnih sistemov za zajem podatkov. Ti sistemi so sestavljeni iz naslednjih osnovnih komponent:
- analogno-digitalnega pretvornika (ADC)
- senzorjev
- kondicioniranja signala
- in računalnika s programsko opremo za zajem podatkov za beleženje in analizo signalov.

Digitalno-analogni pretvornik (DAC) izvaja obratno funkcijo; digitalni signal pretvori v analognega.

## Pojasnilo
Analogno-digitalni pretvornik pretvori stalen čas in nepretrgano amplitudo analognega signala do diskretnega časa in diskretne amplitude digitalnega signala. Pretvorba vključuje kvantizacijo vhoda, zato nujno povzroči tudi majhno količino napak ali tako imenovanega šuma. ADC namesto neprekinjenega izvajanja pretvorbe izvaja pretvorbo periodično. To pomeni, da vzorči vhod in omejuje dovoljeno pasovno širino vhodnega signala. 
Za delovanje ADC je značilna pasovna širina in razmerje signal/šum. Pasovna širina je določena s hitrostjo vzorčenja, na razmerje signal/šum pa vplivajo številni dejavniki, kot so ločljivost, linearnost, tresenje in natančnost, kako dobro se ravni kvantizacije ujemajo z resničnim analognim signalom. Razmerje signal/šum pogosto povzamemo glede na njegovo dejansko število bitov. Idealen ADC ima dejansko število bitov v enaki ločljivosti. ADC izbiramo tako, da ustrezajo pasovni širini in razmerju signal/šum za digitalizacijo.

### Ločljivost
Ločljivost pretvornika prikazujejo tako imenovane diskretne vrednosti, ki jih lahko ustvari v dovoljenem območju analognih vhodnih vrednosti. Takšna ločljivost določa obseg napake kvantizacije in zato tudi največje možno razmerje signal/šum za idealen ADC brez uporabe prekomernega vzorčenja. Vhodni vzorci so običajno shranjeni v elektronski, binarni obliki znotraj ADC, zato je ločljivost običajno izražena kot bitna globina zvoka. Posledično je število razpoložljivih ločenih vrednosti običajno moč dveh. Na primer, ADC z ločljivostjo 8 bitov lahko kodira analogni vhod na enega od 255 različnih nivojev (2 8=256). Vrednosti lahko predstavljajo območja od 0 do 255 (nepodpisana cela števila) ali od -128 do 127 (podpisana cela števila) odvisno od aplikacije. 
Ločljivost je mogoče določiti tudi električno in jo izraziti v voltih. Napetostna ločljivost ADC je enaka celotnemu območju merjenja napetosti, deljenemu s številom intervalov:
{\displaystyle Q={\dfrac {E_{\mathrm {FSR} }}{2^{M}}},}
kjer M pomeni ločljivost ADC-ja v bitih, pa E FSR obseg napetosti v celotnem merilnem območju, imenovan tudi razpon. E FSR je podan z
{\displaystyle E_{\mathrm {FSR} }=V_{\mathrm {RefHi} }-V_{\mathrm {RefLow} },\,}
kjer sta V RefHi in V RefLow zgornji in spodnji skrajnosti napetosti, ki jih je mogoče kodirati.
Običajno je število intervalov napetosti podano z
{\displaystyle N=2^{M},\,}
kjer je M pomeni ločljivost ADC v bitih. 
To pomeni, da je med dvema zaporednima stopnjama kode dodeljen en napetostni interval.
Primer:
- Shema kodiranja, kot je prikazano na sliki 1
- Območje merjenja v celotnem merilu = 0 do 1 volt
- Ločljivost ADC je 3 bitna: 2 3 = 8 ravni kvantizacije (kode)
- Ločljivost napetosti ADC, Q = 1V / 8 = 0,125V.

V mnogih primerih je uporabna ločljivost pretvornika omejena z razmerjem signal/šum in drugimi napakami v celotnem sistemu, izraženimi kot efektivno število bitov.

#### Napaka kvantizacije
Napaka kvantizacije nastane zaradi zaokroževanja med analogno vhodno napetostjo na ADC in izhodno digitalizirano vrednostjo. Napaka je nelinearna in odvisna od signala.  V idealnem ADC, kjer je napaka kvantizacije enakomerno porazdeljena med -1/1 LSB in +1/2 LSB, signal pa ima enakomerno porazdelitev, ki zajema vse ravni kvantizacije, je razmerje signal-kvantizacija-šum izračunati z enačbo:
{\displaystyle \mathrm {SQNR} =20\log _{10}(2^{Q})\approx 6.02\cdot Q\ \mathrm {dB} \,\!} 
kjer je Q število bitov kvantizacije.

### Natančnost
ADC ima več virov napak. Napaka kvantizacije (ob predpostavki, da je ADC linearen) in nelinearnost sta bistveni za vsako analogno-digitalno pretvorbo. Te napake se merijo v enoti imenovani najmanj pomembni bit (LSB). 

### Hitrost vzorčenja
Analogni signal je neprekinjen v času in ga je potrebno pretvoriti v tok digitalnih vrednosti. Posledično je treba določiti hitrost vzorčenja novih digitalnih vrednosti iz analognega signala. Hitrost novih vrednosti se imenuje hitrost vzorčenja oziroma frekvenca vzorčenja pretvornika. 
Hitrost pretvorbe signalov je torej hitrost vzorčenja. Nekatere aplikacije, na primer večina meritev temperature, ne zahtevajo visoke hitrosti, saj se signali ne spreminjajo zelo hitro, vendar izmenične napetosti in tokovi, udarci in vibracije ter številne druge aplikacije zahtevajo hitrost vzorčenja v desetinah ali stotinah tisoč vzorcev na sekundo ali več. Hitrost vzorčenja se običajno imenuje merilna os T (ali X).

#### Učinek izravnave
ADC deluje tako, da časovno vzorči vrednost vhodnih podatkov v ločenih intervalih. Pod pogojem, da je vhod vzorčen nad hitrostjo Nyquista, ki je definiran kot dvakrat najvišja zanimiva frekvenca, je mogoče vse frekvence v signalu obnoviti. Če se obdelujejo frekvence nad polovico hitrosti Nyquista, so napačno zaznane kot nižje frekvence, kar imenujemo učinek izravnave. Ta se zgodi, ker takojšnje vzorčenje funkcije dvakrat ali manjkrat na cikel povzroči zamujene cikle in zato pojav nepravilno nižje frekvence. 
Da se izognemo učinkom izravnave, mora biti vhod v ADC filtriran nizko pasovno, da se tako odstranijo frekvence nad polovico frekvence vzorčenja. Ta filter se imenuje filter proti učinku izravnave in je bistvenega pomena za vsak ADC sistem, ki meri analogne signale z višjo frekvenco.

## Vrste
Obstaja pet glavnih vrst analogno-digitalnih pretvornikov:
1. Dual Slope
2. Flash
3. Pipeline
4. SAR
5. Delta-sigma

## Aplikacije

### Glasbeno snemanje
Analogno-digitalni pretvorniki so sestavni del tehnologije reprodukcije glasbe iz obdobja 2000-ig in snemanje zvoka na osnovi digitalnih avdio-delovnih postaj. Glasbeniki pogosto ustvarjajo glasbo v računalnikih z analognim snemanje in posledično potrebujejo analogno-digitalne pretvornike za ustvarjanje kodov, ki jih lahko zapišejo na zgoščenke in ostale digitalne glasbene datoteke. 

### Digitalna obdelava signala
ADC-ji so potrebni za obdelavo, shranjevanje ali prenos skoraj vseh analognih signalov v digitalni obliki, kot so na primer kartice TV sprejemnikov. 

### Znanstveni instrumenti
Digitalni slikovni sistemi pri digitalizaciji slikovnih pik pogosto uporabljajo analogno-digitalne pretvornike za pretvorbo signala v digitalne vrednosti, kjer lahko signal nadaljnjo obdelujejo. 
Številni senzorji v znanstvenih instrumentih proizvajajo analogne signalne, kot so temperatura, tlak, pH, jakost svetlobe itd. Vse te signale je mogoče ojačati in poslati v ADC, kjer se ustvari digitalno število, sorazmerno vhodnemu signalu.